# Livron-sur-Drôme
Livron-sur-Drôme este o comună în departamentul Drôme din sud-estul Franței. În 2009 avea o populație de 8.967 de locuitori.

## Evoluția populației
| An        | 1975  | 1982  | 1990  | 1999  | 2006  | 2009  |
| --------- | ----- | ----- | ----- | ----- | ----- | ----- |
| Populație | 5.674 | 6.822 | 7.294 | 7.759 | 8.703 | 8.967 |